# Manadas
Manadas (Santa Bárbara) ist eine portugiesische Gemeinde (Freguesia) im Kreis (Município) Velas auf der Azoren-Insel São Jorge. In ihr leben 361 Einwohner (Stand 19. April 2021).

## Geschichte

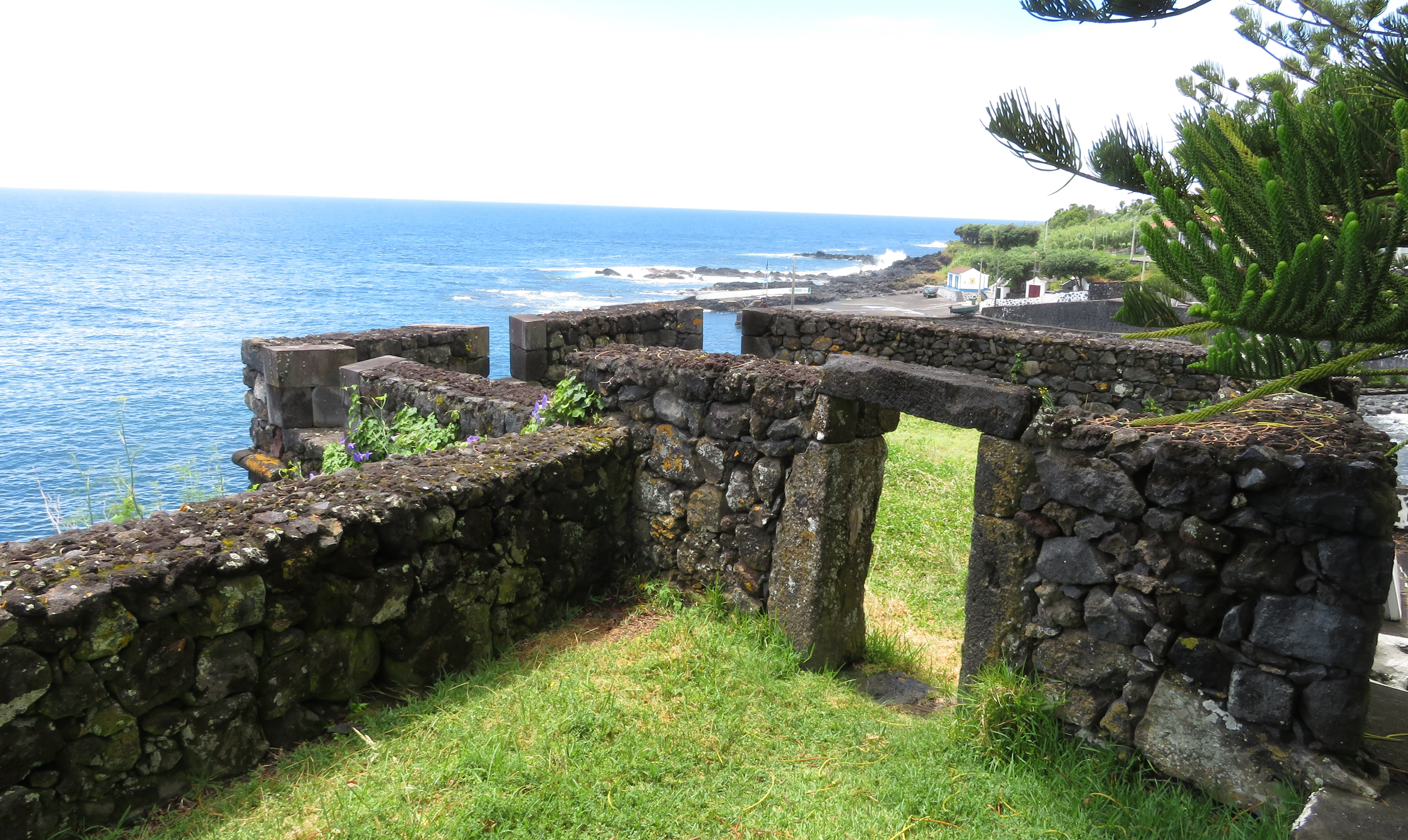
Festung von Manadas

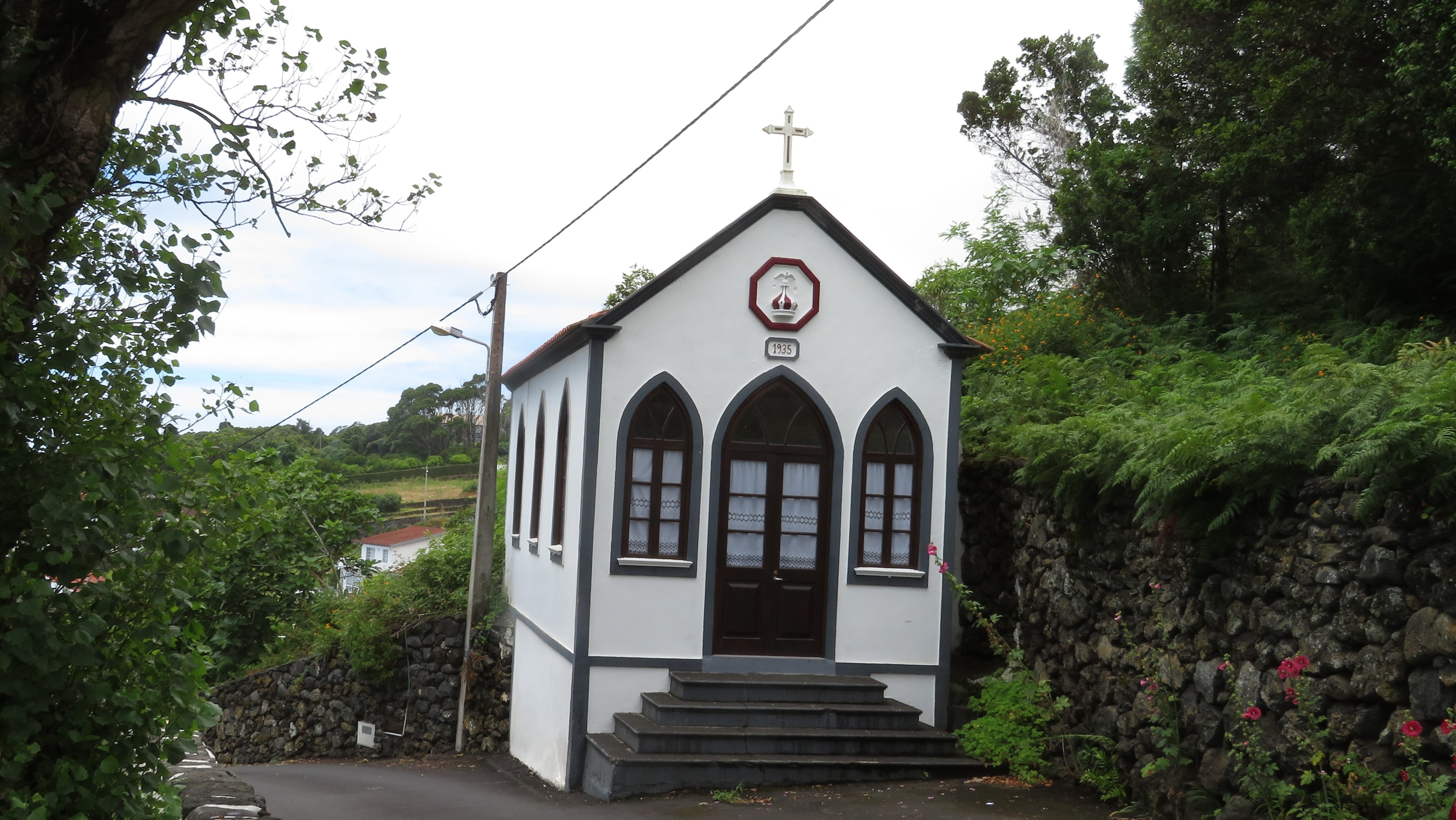
Heilig-Geist-Kapelle in Manadas

Nachdem 1460 die Kreisstadt Velas gegründet worden war, setzte die Besiedlung der Insel São Jorge ein. 1510 entstand in Manadas eine erste Kirche. Seit 1559 ist Manadas eine eigenständige Gemeinde und gehört damit zu den ersten sechs Pfarrgemeinden.

## Verwaltung
Manadas ist Sitz einer gleichnamigen Gemeinde (Freguesia). Folgende Ortschaften liegen in der Gemeinde:
- Fajã das Almas
- Manadas
- Terreiros

## Architektur
Manadas ist bekannt wegen seiner Kirche Igreja de Santa Bárbara, deren ältester Teil gegen Ende des 15. Jahrhunderts erbaut wurde, und die als eine der schönsten Kirchen der Azoren gilt. In der Nähe der Kirche befinden sich eine Bastion sowie gut erhaltene weitere Mauerreste mit Schießscharten der Festung Forte das Manadas, die 1689 durch den Umbau eines 1647 hier errichteten Aussichtspunktes zur Walbeobachtung entstand. Die Festung wurde 1931 teilweise abgetragen, und die Steine wurden 1932 beim Bau einer Schule wieder verwendet. Am Eingang zur Festung wird auf einer Tafel, die aus 40 für Portugal typischen Azulejos besteht und 1902 gestaltet wurde, die Geschichte der Festung erläutert.
Hinter der Kirche liegt der Weiler Manadas mit mehreren älteren Häusern aus Lavagestein und einer kleinen Heilig-Geist-Kapelle (Império das Manadas), die 1935 erbaut wurde. Ihr Giebel ist mit einem farbigen Relief geschmückt, das eine Krone und eine Taube, das Symbol des Heiligen Geistes, darstellt. Im Gegensatz zu den meisten anderen Heilig-Geist-Kapellen der Azoren steht auf dem Giebel ein Kreuz und keine Krone.
Manadas verfügt über einen kleinen Fischereihafen, neben dem auch eine Badestelle angelegt wurde.

## Vegetation
In Manadas und Umgebung wachsen mehrere Drachenbäume, aus deren Rinde man früher durch Anritzen einen rötlichen Saft gewann, der zum Färben von Textilien diente. Auch die Purgiernuss kommt noch in Manadas und Umgebung vor. Ihre Früchte dienten zur Herstellung eines Öles, das sich zum Schmieren von Maschinen eignet und früher eine wichtige Handelsware darstellte.